# Накло (Дівача)
Накло (словен. Naklo) — поселення в общині Дівача, Регіон Обално-крашка, Словенія. Висота над рівнем моря: 388 м.